# Boston Marathon 1920
De Boston Marathon 1920 werd gelopen op maandag 19 april 1920. Het was de 24e editie van deze marathon. De Amerikaan Peter Trivoulidas kwam als eerste over de streep in 2:29.31. De winnaar van het jaar ervoor werd derde in 2:33.22.
Evenals in voorgaande jaren was het parcours, ten opzichte van de sinds de Olympische Spelen van 1908 gevestigde opvatting dat de marathon een lengte van 42,195 km hoorde te hebben, te kort. Het was namelijk slechts 38,51 km lang.

## Uitslag
| rang   | naam              | land | tijd    |
| ------ | ----------------- | ---- | ------- |
| Goud   | Peter Trivoulidas | USA  | 2:29.31 |
| Zilver | Arthur Roth       | USA  | 2:30.31 |
| Brons  | Carl Linder       | USA  | 2:33.22 |
| 4      | William Wick      | USA  | 2:34.37 |
| 5      | Eddie White       | USA  | 2:36.10 |
| 6      | Robert Conboy     | USA  | 2:37.34 |
| 7      | Frank Zuna        | USA  | 2:39.34 |
| 8      | Clifton Mitchell  | USA  | 2:41.43 |
| 9      | John Tuomikoski   | USA  | 2:43.06 |
| 10     | Runar Ohman       | SWE  | 2:43.41 |

1897 ·
1898 ·
1899 ·
1900 ·
1901 ·
1902 ·
1903 ·
1904 ·
1905 ·
1906 ·
1907 ·
1908 ·
1909 ·
1910 ·
1911 ·
1912 ·
1913 ·
1914 ·
1915 ·
1916 ·
1917 ·
1918 ·
1919 ·
1920 ·
1921 ·
1922 ·
1923 ·
1924 ·
1925 ·
1926 ·
1927 ·
1928 ·
1929 ·
1930 ·
1931 ·
1932 ·
1933 ·
1934 ·
1935 ·
1936 ·
1937 ·
1938 ·
1939 ·
1940 ·
1941 ·
1942 ·
1943 ·
1944 ·
1945 ·
1946 ·
1947 ·
1948 ·
1949 ·
1950 ·
1951 ·
1952 ·
1953 ·
1954 ·
1955 ·
1956 ·
1957 ·
1958 ·
1959 ·
1960 ·
1961 ·
1962 ·
1963 ·
1964 ·
1965 ·
1966 ·
1967 ·
1968 ·
1969 ·
1970 ·
1971 ·
1972 ·
1973 ·
1974 ·
1975 ·
1976 ·
1977 ·
1978 ·
1979 ·
1980 ·
1981 ·
1982 ·
1983 ·
1984 ·
1985 ·
1986 ·
1987 ·
1988 ·
1989 ·
1990 ·
1991 ·
1992 ·
1993 ·
1994 ·
1995 ·
1996 ·
1997 ·
1998 ·
1999 ·
2000 ·
2001 ·
2002 ·
2003 ·
2004 ·
2005 ·
2006 ·
2007 ·
2008 ·
2009 ·
2010 ·
2011 ·
2012 ·
2013 ·
2014 ·
2015 ·
2016 ·
2017 ·
2018 ·
2019 ·
2020 ·
2021 ·
2022